# Attenti... arrivano le collegiali!
Attenti... arrivano le collegiali è una commedia sexy italiana del 1975, diretta da Giorgio Mille come George Miller.

## Trama
Le studentesse di una scuola privata femminile trascorrono alcuni giorni in un hotel sul mare di proprietà di uno dei loro genitori.

## Produzione
Il film, molto povero, venne girato quasi tutto in un albergo a Torvaianica vicino a Roma.
Nel 1979 venne riproposto con inserimenti hard all'insaputa del cast.